# Joga śmiechu

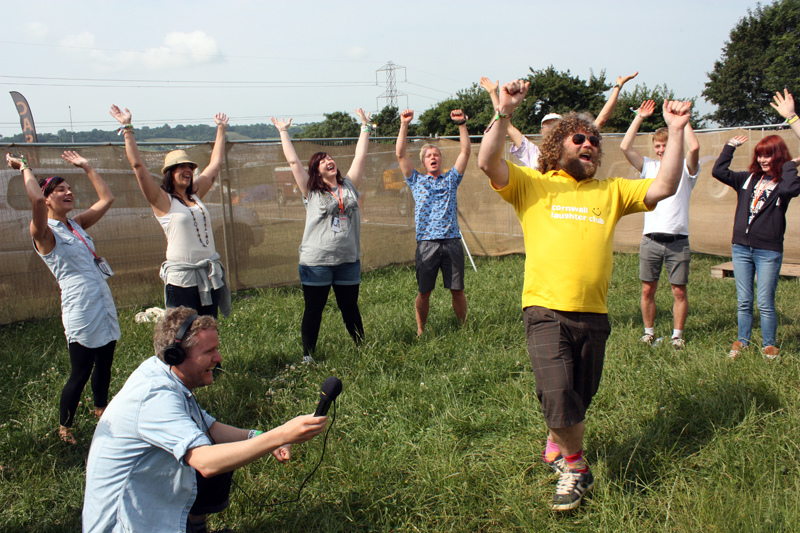
Zajęcia jogi śmiechu w Wielkiej Brytanii

Joga śmiechu (Hasyayoga) – praktyka polegająca na wywoływaniu śmiechu przez specjalne ćwiczenia, proste techniki oddechowe jogi i relaksację. Na zajęciach jogi śmiechu ćwiczenia odbywają się w grupach, gdzie wywołaniu śmiechu sprzyja utrzymanie kontaktu wzrokowego, ruch i klimat dziecięcej zabawy. Wywołany śmiech może zamienić się spontaniczny i zaraźliwy, ale nawet jeśli tak się nie stanie joga śmiechu opiera się na przekonaniu, że śmiech wywoływany zapewnia te same fizjologiczne i psychologiczne korzyści jak śmiech spontaniczny.
W 1995 roku w Indiach lekarz dr Madan Kataria zapoczątkował jogę śmiechu jako otwartą poranną praktykę w parkach, głównie dla osób starszych. Joga śmiechu stała się popularna i opisana w książce 2002 książkę Laugh For No Reason (Śmiech bez powodu).

## Metoda
Praktyka odbywa się bez żadnych zabawnych powodów do śmiechu.
Joga śmiechu może zacząć się od delikatnej rozgrzewki, która zawiera rozciąganie, śpiewanie, klaskanie, kontakt wzrokowy i ruch ciała, aby zlikwidować zahamowania i zachęcić do zabawy. Ćwiczenia oddechowe są używane do przygotowania płuc do śmiechu, po których następuje seria ćwiczeń śmiechu, które łączą w sobie grę aktorską i techniki wizualizacji z zabawą. Ćwiczenia śmiechu przeplatają się z ćwiczeniami oddechowymi. Dwadzieścia minut śmiechu zapewnia pełnię fizjologiczne korzyści.
Organizacja Laughter Yoga USA zapewnia możliwość udziału w telefonicznej konferencji dla uczestników, którzy nie będą mogli być obecni na warsztatach.

## Naukowa zasadność
Kilka niewielkich badań naukowych wykazało, że Laughter Yoga może przynieść pewne korzyści medyczne, w tym korzyści dla zdrowia układu krążenia i nastroju. Wykazano, że dobre samopoczucie u pacjentów z depresją jest tak dobre, jak terapia ruchowa. Badanie przeprowadzone przez Uniwersytet Oksfordzki wykazało, że progi bólowe stają się „znacznie wyższe” po śmiechu, w porównaniu do stanu kontrolnego i postrzegają to jako wynik samego śmiechu, a nie nastroju podmiotu. Badanie sugerowało, że śmiech wywołał „efekt opiatowy za pośrednictwem endorfin”, który mógłby „odgrywać kluczową rolę w więziach społecznych”.